# Championnat d'Irlande de football 1940-1941
Navigation
Édition précédente Édition suivante
Le Championnat d'Irlande de football en 1940-1941. Le championnat est remporté par Cork United.
Cork United et Waterford terminèrent ex aequo à la fin du championnat avec 30 points chacun. Waterford n’ayant pas participé au play-off, Cork fut déclaré vainqueur.

## Les 11 clubs participants
- Bohemian Football Club
- Bray Unknowns Football Club
- Brideville Football Club
- Cork United Football Club
- Drumcondra Football Club
- Dundalk Football Club
- Limerick Football Club
- Saint James's Gate Football Club
- Shamrock Rovers Football Club
- Shelbourne Football Club
- Waterford United Football Club

## Classement
| Rang | Équipe                  | Pts | J  | G  | N | P  | Bp | Bc | Diff |
| ---- | ----------------------- | --- | -- | -- | - | -- | -- | -- | ---- |
| 1    | Cork United             | 30  | 20 | 13 | 4 | 3  | 50 | 23 | +27  |
| 2    | Waterford United        | 30  | 20 | 14 | 2 | 4  | 62 | 31 | +31  |
| 3    | Bohemian FC             | 23  | 20 | 9  | 5 | 6  | 52 | 44 | +8   |
| 4    | Shamrock Rovers         | 21  | 20 | 9  | 3 | 8  | 48 | 43 | +5   |
| 5    | Saint James's Gate FC T | 21  | 20 | 9  | 3 | 8  | 44 | 41 | +3   |
| 6    | Drumcondra FC           | 20  | 20 | 8  | 4 | 8  | 44 | 50 | -6   |
| 7    | Dundalk FC              | 19  | 20 | 9  | 1 | 10 | 43 | 42 | +1   |
| 8    | Brideville FC           | 16  | 20 | 7  | 2 | 11 | 39 | 57 | -18  |
| 9    | Limerick FC             | 16  | 20 | 6  | 4 | 10 | 27 | 44 | -17  |
| 10   | Shelbourne FC           | 15  | 20 | 3  | 9 | 8  | 23 | 31 | -8   |
| 11   | Bray Unknowns           | 9   | 20 | 3  | 3 | 14 | 29 | 55 | -26  |

| Légende : Qualifications et relégations | Légende : Qualifications et relégations |
| --------------------------------------- | --------------------------------------- |
|                                         | Champion d'Irlande                      |
|                                         | T : Tenant du titre P : Promu           |

## Source
- (en) Alex Graham, Football in the Republic of Ireland : a Statistical Record 1921–2005, Soccer Books Ltd, novembre 2005, 142 p. (ISBN 978-1862231351).